# Resupinataceae
Resupinataceae är en familj av svampar som beskrevs av Walter Jülich. Resupinataceae ingår i ordningen skivlingar, klassen Agaricomycetes, divisionen basidiesvampar och riket svampar.
Familjen innehåller bara släktet Resupinatus.